# Teología tradicionalista (islam)
La teología tradicionalista (en árabe: الأثرية—al-Aṯariyya) es un movimiento intelectual islámico, que se originó hacia finales del siglo VIII, en el que rechazan la teología racionalista islámica (kalam), y manifiestan una estricta interpretación textual del Corán y del hadiz. El nombre deriva de "tradición" en su sentido técnico como traducción del término árabe hadith.  A veces, también es referido por otros nombres como athari, ahl al-hadith o salafismo clásico.
Los defensores de esta teología creen en el significado zahir (literal, aparente) del Corán y el hadiz, en donde las consideran como las únicas autoridades en asuntos de creencia y derecho; y que el uso de la disputa racional está prohibida, incluso cuando está verificando la verdad. Ellos se involucran en la lectura literal del Corán, en contraste a la lectura del tipo ta'wil (interpretación metafórica). No intentan conceptualizar los significados del Corán de manera racional, y creen que sus realidades deberían de ser consignadas únicamente a Dios (tafwid). Por lo tanto, el texto del Corán y el Hadiz son aceptados sin llegar al "cómo" o al "Bi-la kaifa" (sin hacer preguntas).
La teología tradicionalista surgió entre los ulemas hadices, quiénes finalmente se unieron bajo un movimiento denominado ahl al-hadith bajo el liderazgo de Ahmad bin Hanbal (780–855). En asuntos de fe, fueron enfrentados por los mu'tazilíes y otras corrientes teológicas, quienes condenaron muchos puntos de su doctrina, así como los métodos racionalistas que usaron para defenderse. En el siglo X, los teólogos al-Ash'ari y al-Maturidi hallaron un punto medio entre el racionalismo mu'tazili y el literalismo hanbalí, utilizando los métodos racionalistas utilizados por los mu'tazilíes para defender la mayoría de los principios de la teología tradicionalista. A pesar de que los ulemas hanbalíes contrarios a esta síntesis eran minorías, su enfoque emotivo y narrativo de la fe siguió ejerciendo influencia entre las masas urbanas en diversas áreas como Bagdad, la cual fue una de las principales ciudades del Califato abasí.
Mientras el ashariyyah y maturidismo son usualmente denominados como el sunismo ''ortodoxo'', la teología tradicionalista ha prosperado junto con ellas, haciendo afirmaciones rivales de que representan la fe sunita ortodoxa. En la era moderna ha tenido un impacto desproporcionado dentro de la teología islámica, siendo adoptada por el wahabismo y otras corrientes salafistas tradicionales, y se ha extendido más allá de los confines de la escuela de derecho hanbali.

## Terminología
Se usan varios términos para referirse a la teología tradicionalista. Se utilizan de manera inconsciente y algunas de ellas han sido objeto de críticas.
El término teología tradicionalista deriva de la palabra ''tradición'', que términos técnicos corresponde a una traducción al árabe de hadiz. Este término ha sido hallado en numerosas fuentes referenciales. Ha sido criticado por el académico Marshall Hodgson (quién prefirió el término hadith folk o hadiz tradicional) por generar grandes confusiones entre el significado técnico y común de la palabra ''tradición''. El académico Oliver Leaman también advierte sobre la malinterpretación de los términos ''tradicionalistas'' y ''racionalistas'', implicando que el primero favoreció a la irracionalidad, mientras que el segundo hacía uso del hadiz. Algunos autores han rechazado el uso de estos términos para etiquetar a grupos de intelectuales, y prefieren hablar de tendencias ''tradicionalistas'' y ''racionalistas''. Racha el Omari ha utilizado la ''teología tradicionalista'' de una manera que incluya también el ashariyyah y el maturidismo.
El término tradicionalismo también ha sido utilizado en el mismo sentido, aunque Binyamin Abrahamov reservó el término ''tradicionalistas'' para los estudiosos del hadiz, distinguiéndolo del tradicionalismo como corriente teológica.
Dado que la inmensa mayoría de la escuela de jurisprudencia hanbalí ha adoptado la teología tradicionalista, algunas fuentes se refieren a ella como teología hanbalí. Sin embargo, otros señalan que algunos eruditos shafi'i también pertenecían a este movimiento teológico, mientras que algunos hanbalíes adoptaron una teología más racionalista.
Athari (de la palabra árabe athar, que significa ''remanente'' o ''narrativa'') es otro término que se ha utilizado para la teología tradicionalista.
El término teología ahl al-hadith (personas del hadiz) es utilizado por algunos autores en el mismo sentido que athari, mientras que otros lo restringen hacia las primeras etapas de este movimiento, o lo usan en sentido más amplio para denotar un entusiasmo particular hacia el hadiz.
Otros autores se refieren a la teología tradicionalista como salafismo clásico o salafiya clásica (de salaf, que significa "piadosos antepasados"). Henri Lauzière ha argumentado que si bien, la mayoría de los creyentes hanbalíes se identificaron como ''salafistas'' en las fuentes de la era clásica, el uso de sustantivos correspondientes en este contexto es anacrónico.

## Historia
La teología tradicionalista surgió hacia finales del siglo VIII por parte de ulemas del hadiz, quienes consideraban que el Corán y el auténtico hadiz eran las únicas fuentes aceptables dentro de la ley y el credo islámico. Al principio, estos ulemas formaron minorías dentro de los círculos de estudios religiosos, pero hacia comienzos del siglo IX, se unieron en un movimiento tradicionalista separado (generalmente llamado ahl al-hadith) bajo el liderazgo de Ahmad bin Hanbal. En asuntos legales, estos tradicionalistas criticaron el uso de la opinión personal (ra'y) común entre los juristas hanafíes de Irak, así como la dependencia de las tradiciones locales vivas por los juristas malikitas de Medina. También rechazaron el uso de qiyas (deducción analógica) y otros métodos de jurisprudencia que están basados en la lectura literal de las escrituras. En asuntos de fe, los tradicionalistas tuvieron numerosos enfrentamientos contra los mu'tazilíes y otras corrientes teológicas, dado que estos aplicaban métodos racionalistas en contraste al método textual de los tradicionalistas.
Los tradicionalistas también se han caracterizado por evitar toda clase de patrocinio estatal y por su activismo social.  Intentaron seguir el mandato de ''ordenar el bien y prohibir el mal'', predicando el ascetismo y lanzando ataques de vigilante, mediante la destrucción de botellas de vino, instrumentos musicales y tableros de ajedrez. En 833, el califa al-Mamún intentó imponer la teología mu'tazilita hacia todos los ulemas y estableció una inquisición (mihna), en el que requerían que aceptaran la doctrina mu'tazilita de que el Corán era un objeto creado, lo que implícitamente hizo que fuese sujeto a interpretaciones por parte de califas y eruditos. Bin Hanbal lideró la resistencia tradicionalista contra esta política, afirmando bajo tortura de que Corán no había sido creado y, por lo tanto, era coeterno con Dios. A pesar del mu'tazilismo permaneció como doctrina estatal hasta 851, los esfuerzos para imponerlo sirvieron para politizar y endurecer la controversia teológica.
Durante los siguientes dos siglos se vio el surgimiento de amplios compromisos tanto en el derecho como en el credo dentro del sunismo. En jurisprudencia, los madhhabs hanafi, malikí, shafi'i y hanbalí llegaron gradualmente a aceptar tanto la dependencia tradicionalista del Corán y el hadiz, como el uso del razonamiento controlado bajo la forma de qiyas. En teología, Abu al-Hasan al-Ash'ari (874-936) fue quién halló un punto medio entre mu'tazilíes y tradicionalistas, aplicando métodos racionalistas de los mu'tazilíes para defender la mayoría de los principios de la doctrina tradicionalista. Un compromiso rival entre el racionalismo y el tradicionalismo surgió a partir de la obra de al-Maturidi (d. 944), y una de estas dos escuelas de teologías fueron aceptadas por miembros de todos los madhhabs sunitas, con la excepción de gran parte de los eruditos hanbalíes y algunos shafi'i, quién aparentemente persistieron en su rechazo al kalam, aunque a menudo recurrieron a argumentos racionalistas, incluso mientras afirmaban confiar en el texto literal de las escrituras.
A pesar de que la oposición hacia la síntesis de Ash'ari y Maturidi era minoritaria, su emotivo enfoque narrativo basado en la fe siguió siendo influyente entre las masas urbanas en algunas áreas, particularmente en Bagdad. Su popularidad se manifestó repetidamente desde finales del siglo IX hasta el siglo XI, cuando las multitudes protestaban contra los predicadores que exponían públicamente la teología racionalista. Después de que el califa al-Mutawákkil suspendió la inquisición racionalista, los califas abasíes llegaron a confiar en una alianza con los tradicionalistas para reforzar el apoyo popular. A comienzos del siglo XI, el califa al-Qádir realizó una serie de proclamaciones que buscaban evitar la predicación pública de la teología racionalista. A su vez, el visir selyúcida Nizam al-Mulk hacia fines del siglo XI, alentó a los teólogos ash'ari para contrarrestar el tradicionalismo califal, invitando a varios de ellos a predicar en Bagdad a lo largo de los años. Una de esas ocasiones condujo a 5 meses de protestas en la ciudad en 1077.
Mientras que el ashariyyah y el maturidismo eran usualmente llamados como ''ortodoxos'' sunitas, la teología tradicionalista. En la era moderna, ha tenido un impacto variado dentro de la teología islámica, siendo adoptada por el wahabismo y otras corrientes salafistas tradicionalistas, y se extendieron mucha más allá de los confines de la escuela hanbalí.

## Creencias

### Sobre el Corán
Los tradicionalista creen que cada parte del Corán no fue creada (ghayr makhluq). Se informa que Ahmad bin Hanbal dijo, "El Corán es el Discurso de Dios, el cual Él expresó; esto no fue creado. El que diga lo contrario es un jahmi, un infiel. Y aquel que diga, 'El Corán es el Discurso de Dios', y se detiene allí sin agregar 'no fue creado', habla de forma mucho más abominable que el primero''.

### Sobre el Kalam y la razón humana
Para los tradicionalistas, la validez de la razón humana está severamente limitada, y no se puede validar ni confiar en las pruebas racionales en asuntos de creencias, lo que convierte al kalam en una innovación digna de culpa. Las pruebas racionales, a menos que sean de origen coránico, se consideran completamente inexistentes e inválidas. Sin embargo, este no fue siempre el caso, ya que varios tradicionalistas se profundizaron en el kalam, lo describieran o no como tal.
Entre los tradicionalistas que escribieron libros en contra del uso del kalam y el razonamiento humano se encuentran el sufista hanbalí, Khwaja Abdullah Ansari, y el jurista hanbalí Ibn Qudamah. Ibn Qudamah reprendió duramente esta teología com uno de los peores actos de herejía.  Él caracterizó a sus partidarios y teólogos como innovadores y herejes que habían traicionado y desviado la fe simple y piadosa de los primeros musulmanes. Escribió: "Los teólogos son intensamente odiados en este mundo, y serán torturados en el próximo. Ninguno de ellos prosperará, ni tendrá éxito en seguir por la dirección correcta...".

### Sobre los atributos Dios
Los tradicionalista creen firmemente en la existencia de los atributos de Dios, y consideran que todos ellos sin igualmente eternos. Aceptan los versos relevantes del Corán y el hadiz tal como son, sin someterlos a análisis o elaboraciones racionales. Según ellos, los significados reales de los atributos de Dios deberían ser consignados únicamente por Dios (tafwid). Según este enfoque, uno debería adherirse al texto sagrado del Corán, y creer que es la verdad, sin intentar explicarlo a través de explicaciones figurativas.
En torno a esto, Ahmed bin Hanbal dijo, "Sus Atributos proceden de Él y son Suyos, no debemos ir más allá del Corán y las tradiciones del Profeta y sus Compañeros; ni sabemos cómo hacerlo, salvo por el reconocimiento del Apóstol y la confirmación del Corán".
Ibn Qudamah declaró: "Porque nosotros no necesitamos conocer el significado que Alá pretendía por sus Atributos; ningún curso de acción es intencionado por ellos, ni hay ninguna obligación asociada a ellos. Es posible creer en ellos sin el conocimiento de su sentido previsto".
El antropomorfismo fue ampliamente denunciado contra los ulemas tradicionalistas por sus críticos, incluyendo por el teólogo hanbalí Ibn al-Jawzi. En algunos casos, ulemas tradicionalistas adoptaron pensamientos antropomórficos extremos, pero ellos no representaban al movimiento tradicionalista en su conjunto.

### Sobre el Iman (fe)
Los tradicionalistas sostienen que el Iman (fe) aumenta y disminuye en correlación con la realización de los rituales y deberes prescrito, como las cinco oraciones diarias. Ellos creen que el Iman reside en el corazón, en el enunciado de la lengua y en la acción de las extremidades.

### Sobre la división del tawhid
Algunos ulemas de la escuela de divinidad tradicionalista apoyaron la división del tawhid en tres categorías; tawhid al-rububiyyah ("la unidad del señorío", refiriéndose a la creencia de que Dios es el creador y sostenedor del mundo), tawhid al-uluhiyyah ("la unidad de la divinidad", refiriéndose a adorar a Dios como la única deidad) y tawhid al-asma wa-l-sifat  ("la unidad de los nombres y atributos", el cual afirma que Dios tiene un único conjunto de atributos y que no se contradicen entre sí). Ibn Taymiyyah parece haber sido el primero en introducir esta distinción.

## Críticas
El ulema del siglo XVI Ibn Hajar al-Haytami, denunció la opiniones tradicionalistas vinculadas con el teólogo Ibn Taymiyyah. Las posiciones dogmáticas y antiracionalistas de la teología tradicionalista también se relacionaron con la fuente en la que están basado los pensamientos del islamismo.